# Acanthochitona savinkini
Acanthochitona savinkini is een keverslakkensoort uit de familie van de Acanthochitonidae. De wetenschappelijke naam van de soort is voor het eerst geldig gepubliceerd in 2012 door Sirenko.